# Йордан Кювлієв
Йордан Кювлієв (Йордан Кювлиев / Yordan Kyuvliev / Jordan Kjuvliev; 3 жовтня 1877, Сливен, Болгарія, Османська імперія — 15 серпня 1910, море біля Несебира, Бургаська область, Болгарія) — болгарський живописець-пейзажист і портретист постімпресіоністського напрямку першого десятиліття XX століття. Один із перших мариністів Болгарії.

## Біографія
Йордан Кювлієв народився 23 жовтня 1877 року в Сливені. Спочатку збирався зробити технічну кар'єру; з 1895 вивчав архітектуру і цивільне будівництво в Генті (Бельгія). У 1898 році змінив рішення і вступив до Королівської Академії красних мистецтв (англ.) у Антверпені.
1902 року закінчив Академію і повернувся до Болгарії. Отримав призначення на посаду викладача в Промисловому текстильному училищі [Архівовано 18 лютого 2019 у Wayback Machine.] (болг.) в Сливені; засноване в 1893 / с 1899 — Държавна образцова тъкаческа работилница(болг.) / с 1906 — Държавно текстилно-промишлено училище «Добри Желязков»(болг.)  (назване по імені фабриканта XIX століття, організатора текстильного виробництва в Болгарії). Тут трохи пізніше навчався відомий болгарський пейзажист, Данаїл Дечев (1891-1962). Відправляє у 1904 картину «Отчий дім» на Всесвітню виставку в Сент-Луїсі, США. Брав участь у колективних виставках в країні. Бере активну участь у культурному житті міста. Збереглася театральна завіса «Світанок», створена Кювлієвим для міського театру Сливена. Його роботи включені до каталогу Міжнародної художньої виставки в мюнхенському Скляному палаці (1909). Тематика його мистецтва, це головним чином портрет і пейзаж.  У його роботах жанр морського пейзажу робить перші кроки в Болгарії.
У 1905 році разом з Йосифом Зобелем заснував Національний музей у міській бібліотеці Сливена «Зоря». Член-засновник Спілки південнослов'янських художників Лада (1904).
Загинув, намагаючись врятувати потопаючого 15 серпня 1910 року.

## Пам'ять
У пам'яті співгромадян Йордан Кювлієв залишився, окрім того, як водій і власник першого у Сливені автомобіля, який потрапив у першу на вулицях Сливена аварію .
В останні десятиліття в Болгарії зріс інтерес до особистості Йордана Кювлієва, проходять виставки по всій країні  , публікуються каталоги .
У Слівені є вулиця , названа на честь художника.

## Зображення в мережі
- Портрет Йордана Кювлієва (літографія) [Архівовано 18 лютого 2019 у Wayback Machine.]  [Архівовано 18 лютого 2019 у Wayback Machine.]
- Йордан Кювлієв. портрет [Архівовано 4 березня 2016 у Wayback Machine.]  [Архівовано 4 березня 2016 у Wayback Machine.] Сірака Скитника (болг.)  1906 [9]